# Kotlina Jaworzyńska

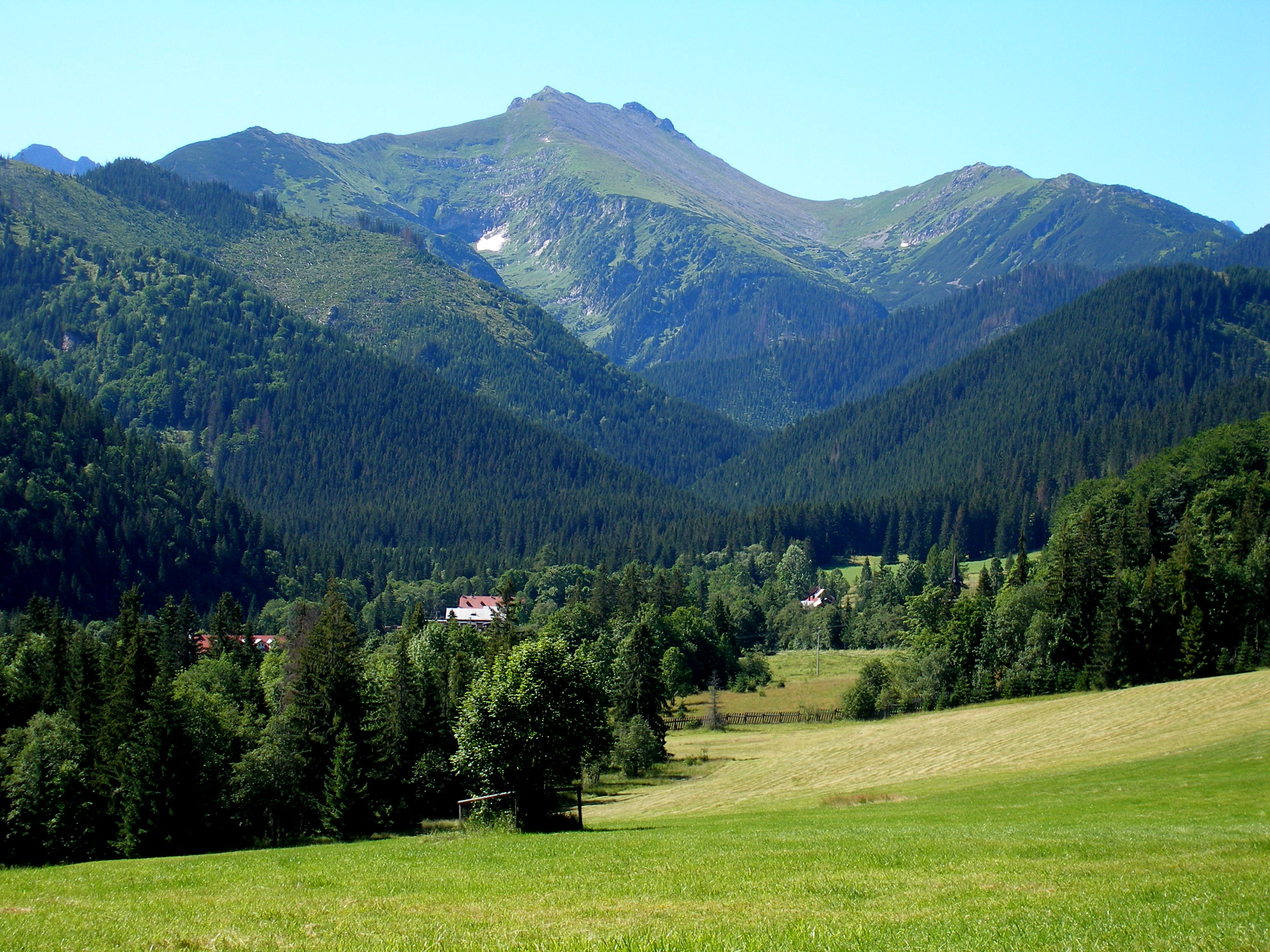
Kotlina Jaworzyńska

Kotlina Jaworzyńska – niewielka kotlina poniżej wylotu Doliny Jaworowej w słowackich Tatrach. Wchodzi w skład Rowu Podtatrzańskiego, a dokładniej jego części zwanej Rowem Podspadzkim. Rozłożyła się w niej niewielka słowacka miejscowość Jaworzyna Tatrzańska.
Przez Kotlinę Jaworzyńską przepływają dwa potoki: Jaworowy Potok oraz Biały Potok i przebiega Droga Wolności z Łysej Polany na Słowację. Obszar Kotliny Jaworzyńskiej jest częściowo zurbanizowany, a częściowo zalesiony.